# 케이엠제약
케이엠제약(KM製藥)은 대한민국의 구강케어 및 생활뷰티 기업이다. 본사는 경기도 평택시 포승읍 평택항로268번길 12에 위치해 있다. 대표이사는 강일모이다.

## 역사
고등학교를 졸업하고 대학 진학을 포기한 강일모 대표가 뽀로로 제작사 아이코닉스와 캐릭터 계약을 맺고 뽀로로 치약, 칫솔 등을 출시하면서 시작하였다.
 2018년 9월 28일 IBKS제3호스팩과 합병을 통해 코스닥에 상장했다. 2025년 오리온바이오로직스와 손잡고 차세대 구강 건강 제품 개발을 위한 기술 협약을 체결하였다.

## 참고 문헌
1. ↑  한국IR협의회 기술분석보고서- 케이엠제약 2017.06.13
2. ↑  박종선, 유진투자증권 기업분석 케이엠제약 2017-06-13
3. ↑  이석훈, 케이엠제약, 바이오고 나노그래핀을 이용한 구강제품 개발 MOU체결, 팜뉴스, 2023-09-23
4. ↑  강일모, 사드보복 보약 삼아 케이엠제약 성장 고삐 죄다, 비지니스포스트, 2018-10-16